# استارمینستر مارشال
استارمینستر مارشال (به انگلیسی: Sturminster Marshall) یک روستا و محله مدنی در بریتانیا است که در East Dorset واقع شده‌است. استارمینستر مارشال ۱٬۹۶۹ نفر جمعیت دارد.